# Rui Sousa
Rui Miguel Sousa Barbosa (Lissabon, 17 juli 1976) is een Portugees voormalig wielrenner. Hij reed zijn gehele carrière voor Portugese ploegen. De Portugees stond al meerdere malen op het podium op het nationale kampioenschap wielrennen, maar werd pas in 2010 voor het eerst Portugees kampioen.

## Belangrijkste overwinningen
2001
5e etappe Trofeo Joaquim Agostinho
2003
2e etappe GP International MR Cortez-Mitsubishi
2008
3e etappe Ronde van Portugal
2010
 Portugees kampioen op de weg, Elite
2012
4e etappe Ronde van Portugal
2013
2e etappe Ronde van Portugal
2014
7e etappe Ronde van Portugal
2017
6e etappe Ronde van Portugal

## Grote rondes
| Jaar | Ronde van Italië | Ronde van Frankrijk | Ronde van Spanje |
| ---- | ---------------- | ------------------- | ---------------- |
| 2002 |                  |                     | 16e              |